# Anna Bernat (polityk)
Anna Bernat (ur. 27 października 1939 w Kamesznicy Górnej) – polska polityk, posłanka na Sejm PRL VIII kadencji.

## Życiorys
Od 1960 była radną Gromadzkiej Rady Narodowej w Kamesznicy, później GRN w Milówce. Członkini prezydium i wiceprzewodnicząca GRN. W 1964 założyła koło Zjednoczonego Stronnictwa Ludowego w Kamesznicy Górnej. Od 1975 była prezesem Gminnego Komitetu ZSL. Zasiadała w Wojewódzkim Komitecie partii w Bielsku-Białej. Po ukończeniu w 1978 Wyższej Szkoły Pedagogicznej w Krakowie uzyskała tytuł zawodowy magistra matematyki. Pełniła funkcję dyrektora Liceum Ogólnokształcącego im. Marii Konopnickiej w Milówce. W latach 1980–1985 pełniła mandat posłanki na Sejm PRL VIII kadencji w okręgu Bielsko-Biała. Zasiadała w Komisji Zdrowia i Kultury Fizycznej, Komisji Kultury i Sztuki oraz w Komisji Polityki Społecznej, Zdrowia i Kultury Fizycznej.

## Odznaczenia
- Złoty Krzyż Zasługi (1979)
- Brązowy Krzyż Zasługi (1969)